# Tarikh-e Alam-ara-ye Abbasi

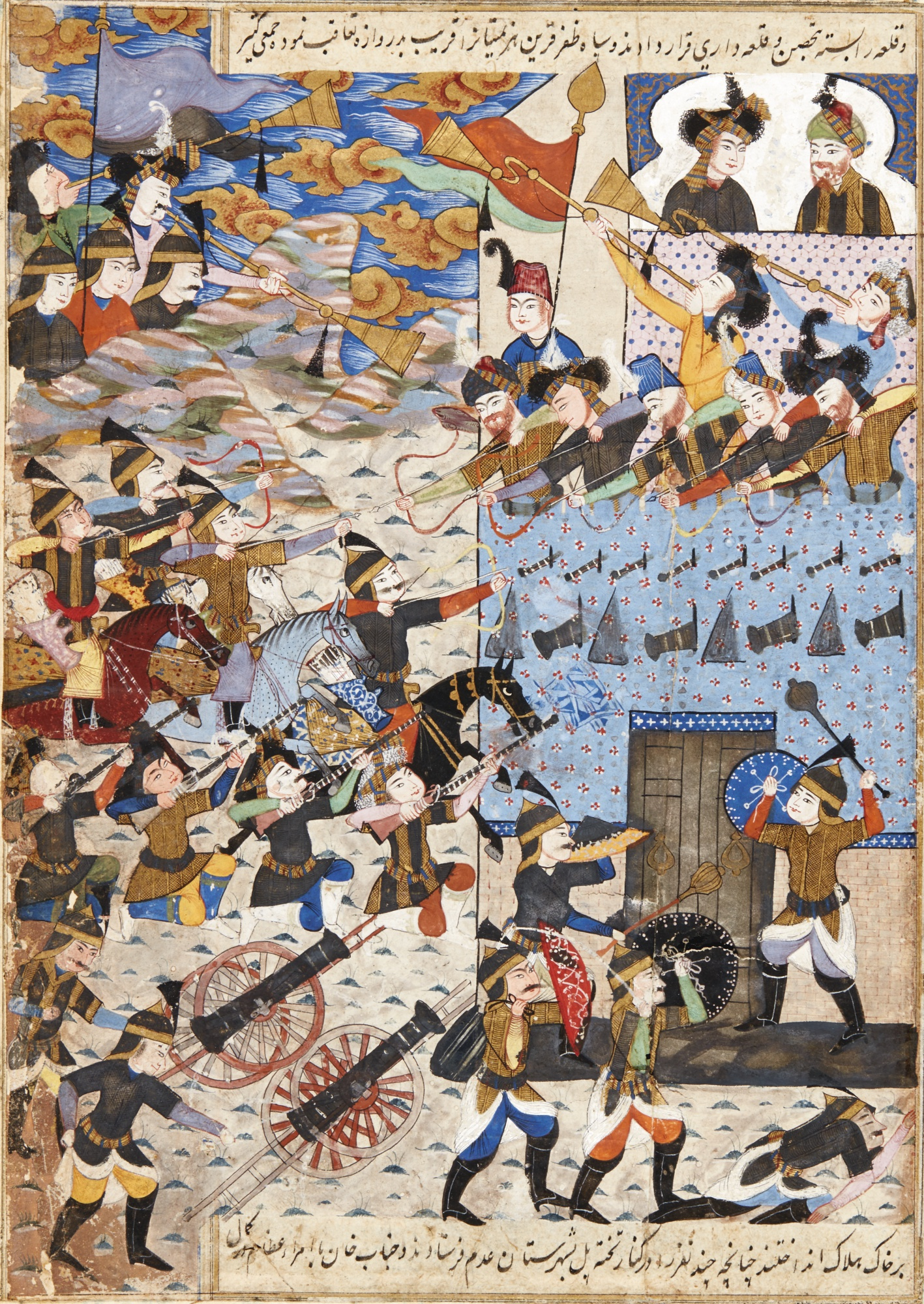
Un foglio illustrato e miniato dal Tārīkh-e 'Ālam-ārā-ye ʿAbbāsī di Iskandar Beg Munshi, raffigurante la cattura della cittadella di Yerevan. Datato nel 1650 circa, Isfahan (parte della collezione Sotheby's).

Il Tārīkh-e ʿĀlam-ārā-ye ʿAbbāsī (in persiano تاریخ عالم‌آرای عباسی‎) è un libro sulla storia della dinastia safavide iraniana, a partire dalla sua fondazione sotto Shah Ismail I fino alla fine, sotto Shah Abbas I, coprendo il periodo 1600-1680. Il libro è stato scritto dal segretario speciale e consigliere della corte safavide di Shah Abbas I, Iskandar Beg Munshi, che fu testimone oculare della maggior parte degli eventi o che consultò altri testimoni oculari.
Questo libro documenta l'intera storia di Shah Abbas I. Shah Safi è trattato in un libro separato chiamato Tārīkh-e Jahān-ārā-ye ʿAbbāsī che è stato pubblicato separatamente.